# Matawan
Matawan é um distrito localizado no estado americano de Nova Jérsei, no Condado de Monmouth.

## Demografia
Segundo o censo americano de 2000, a sua população era de 8910 habitantes.
Em 2006, foi estimada uma população de 8781, um decréscimo de 129 (-1.4%).

## Geografia
De acordo com o United States Census Bureau tem uma área de
6,2 km², dos quais 5,9 km² cobertos por terra e 0,3 km² cobertos por água.

## Localidades na vizinhança
O diagrama seguinte representa as localidades num raio de 8 km ao redor de Matawan.